# بغداد بونجاح
بغداد بونجاح (عربی: بغداد بونجاح، زادهٔ ۳۰ نوامبر ۱۹۹۱) بازیکن فوتبال اهل الجزایر است. او هم‌اکنون در تیم الشمال قطر بازی می‌کند. وی همچنین سابقه بازی در تیم ملی فوتبال الجزایر را دارد. 
بغداد بونجاح در سال ۲۰۱۸کیس به ثمر رساندن ۱۳ گل در صدر جدول برترین گلزنان لیگ قهرمانان آسیا قرار گرفت.
او در نظرسنجی‌ای ک رسید. ال ۲۰۱۸ توسط برنامه الریاضیه برگزار شد، بعد از عمرالسوما بازیکن سوریه‌ای تیم فوتبال الاهلی عربستان، در رتبه دوم برترین مهاجم سال ۲۰۱۸ آسیا قرار گرفت.

## افتخارات

### باشگاهی
ستاره ساحلی
- جام باشگاه های جهان: ۲۰۱۲، ۲۰۱۴، ۲۰۱۵
- جام جهانی: ۲۰۱۸
- آقای گل لیگ قهرمانان آسیا 2018

آقای گل جام باشگاه های جهان ۲۰۱۹
السد قطر
- جام ليگ : ۲۰۱۷
- جام امیر قطر: ۲۰۱۷
- جام شیخ جاسم قطر: ۲۰۱۷

### ملی
قهرمان جام ملت های آفریقا ۲۰۱۹